# Ursicino (re)
Ursicino, in latino Ursicinus, (... – fl. 357) fu un re di un gau alemanno nel IV secolo.

## Biografia
Secondo lo storico romano Ammiano Marcellino, il Cesare Giuliano sconfisse una coalizione di capi militari alemanni formata da Ursicino, Macriano, Hariobaudo, Ur, Vadomario e Vestralpo, nella battaglia di Strasburgo nel 357. Apparentemente non esisteva una regalità alamannica unica, quindi i gruppi più grandi di questo popolo univano le forze solo in campagne importanti. Alcuni storici presumono che Ursicino e alcuni altri leader militari alemannici abbiano solo inviato truppe alla battaglia e che non abbiano preso parte personalmente.
Nel 359 Giuliano e le sue truppe attraversarono il Reno vicino a Magonza. Dopo che i romani ebbero devastato l'area degli Alamanni, acconsentirono al ritorno di tutti i prigionieri e fu poi concluso un trattato di pace. Non ci sono altri richiami ad Ursicino.